# 최대영 (사격 선수)
최대영(催大映, 1982년 2월 10일 ~ )는 대한민국의 前 사격 선수이다. 주 종목은 공기소총이다.

## 경력
- 창원시청 사격 선수

## 업적
- 2000년 1월 아시아 선수권(말레이시아) 2위
- 2000년 6월 뮌헨월드컵 2위
- 2000년 7월 국제사격연맹(ISSF) 월드컵사격대회 3위 우승
- 2000년 9월 시드니 올림픽 여자공기소총 7위
- 2000년 9월 시드니 올림픽 사격 국가대표 선수
- 2001년 5월 국제사격연맹(ISSF) 밀라노월드컵대회 준우승
- 2001년 6월 국제사격연맹(ISSF) 세계랭킹 여자공기소총부문 5위
- 2001년 8월 25일 월드컵사격 여자 공기소총 은메달
- 2003년 제84회 전국체전 여자일반부 공기소총부문 금메달